# Solenopsis molesta
Solenopsis molesta — найвідоміший вид мурах-злодіїв Solenopsis. Свою назву вони отримали через звичку гніздитися поруч із гніздами інших мурах, з яких крадуть їжу. Їх також називають жирними мурахами, тому що їх приваблює жир. Шлюбний літ цього виду відбувається з кінця липня до початку осені.
Вид мешкає та території Сполучених Штатів, поширений у східній, західній та центральній частинах країни, зустрічається на північ від Мексики.

## Опис
Довжина варіюється від 0,5 мм до 3 мм. Королеви цього виду мають довжину трохи більше 5 мм та мають колір від жовтого до світло-коричневого. Робочі жовті, іноді блідо-коричневі. Дуже маленькі очі і вкриті жовтими стоячими і напівстоячими волосками. Мурашки мають двочлениковий черешок (черешок і розтруб), що з'єднує їх черевце з грудьми. У їхнії усиках 10 сегментів, які закінчуються великими сегментованими наростами. На довгастому черевці є невеликі жала. Робочі мурахи мають великі щелепи для перенесення їжі. Незважаючи на загальну схожість з личинками більших вогняних мурах, личинки мурах-крадіїв набагато менші і мають шипоподібні волоски на обличчі.

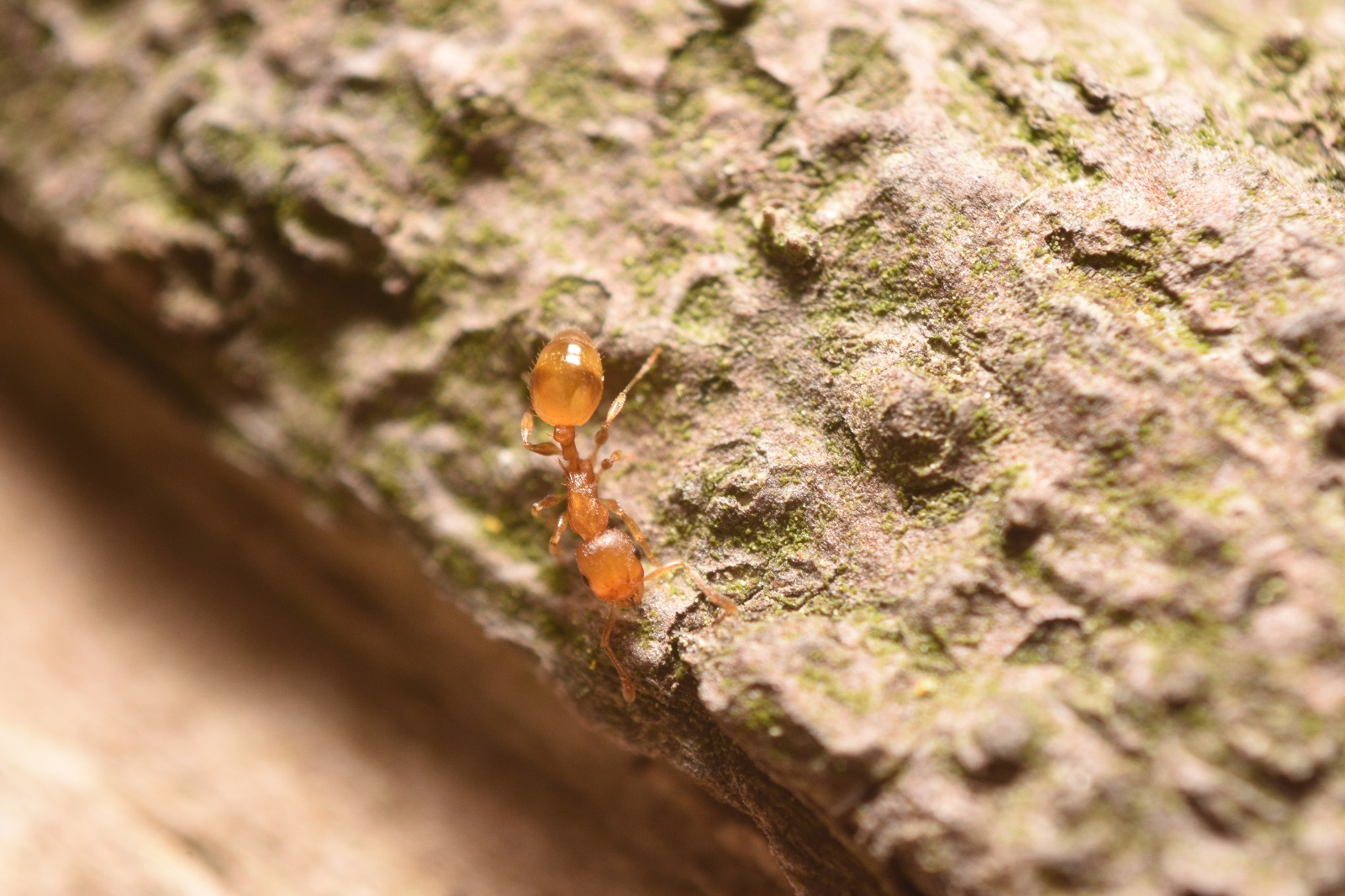
Збільшений знімок Solenopsis molesta.

## Середовище проживання
Середовище проживання Solenopsis molesta велике, оскільки можуть вижити майже будь-де. Вони можуть жити у будинках людей, у щілинах чи під половицями. Вони можуть будувати гнізда будь-де, але зазвичай поруч із гніздами інших видів, у яких вони викрадають їжу. Зазвичай вони гніздяться під камінням, у відкритому ґрунті або на гниючих колодах. Гнізда, як правило, великі і мають тунелі, які ведуть до іншої мурашиної колонії як надійне і постійне джерело їжі.

## Поведінка
Колонії зазвичай налічують від кількох сотень до кількох тисяч робочих особин. Колонії іноді бувають полігамні, максимум вісім маток в одному гнізді. Кількість особин у колонії залежить від розташування. У колоніях з надійним і готовим джерелом їжі не так багато робітників, оскільки їжа доступна. Інші колонії мурах-злодіїв знаходяться всередині інших колоній мурах. Долають великі відстані у пошуках їжі, і як тільки знайдено їжу, від їхньої колонії до чужої прокладається стежка, щоб робочі особини могли її знайти.

## Спарювання
Спарювання відбувається з липня до пізньої осені. І у маток, і у трутнів S. molesta є крила, і спарювання відбувається під час польоту. Королеви іноді літають з одним або двома робочими особами, що чіпляються за їхні тіла, мабуть, щоб допомогти відразу ж, коли королева знаходить відповідне місце для колонії. Королеви можуть відкладати від 27 до 387 яєць на день, середня кількість – 105 яєць на день. Яйцю потрібно близько 52 днів, щоб стати повністю мобільною робочою особиною. Молодий Solenopsis molesta проводить у личинковій стадії близько 21 дня за відповідної погоди.

## Харчування
S. molesta їдять жир за будь-якої можливості, також вони їдять м'ясо, сир та інші молочні продукти, а також насіння. Вони також їдять личинок та лялечок інших видів мурах та інших комах, таких як плодожерки. Мурахів-злодіїв не приваблюють солодощі, на відміну від більшості інших мурах, проте вони споживають фрукти та солодкі безалкогольні напої.

## Шкода
Solenopsis molesta може завдавати неприємностей, коли вони потрапляють у житло людини. Цих мурах надзвичайно важко знайти через їхні важкодоступні та віддалені місця гніздування та надзвичайно маленький розмір. Вони настільки малі, що можуть проникнути у місця, недоступні іншим комахам. Найпростіший спосіб знайти колонію – це шукати сліди мурах. Позбутися зараження S. molesta важко через те, що їх не приваблюють звичайні пастки для мурах. Один з найпоширеніших способів позбутися мурах — це нанести масло або жир на середину пастки для мурах. Мурахи також є стійкими до більшості інсектицидів. Solenopsis molesta іноді помилково сприймають мурашки фараона, оскільки з-поміж них є подібність: обидва види приблизно однакового розміру, але є й відмінності.